# سد کبار

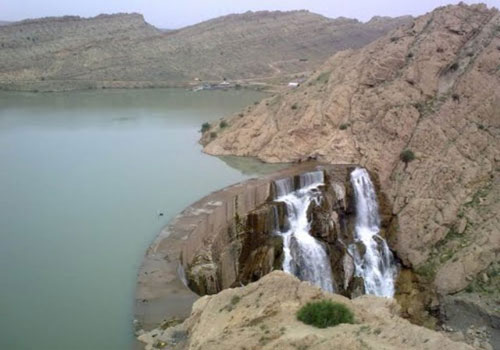
تاج سد کبار در هنگام سرازیر شدن از ابریز قدیمی .فصل بهار

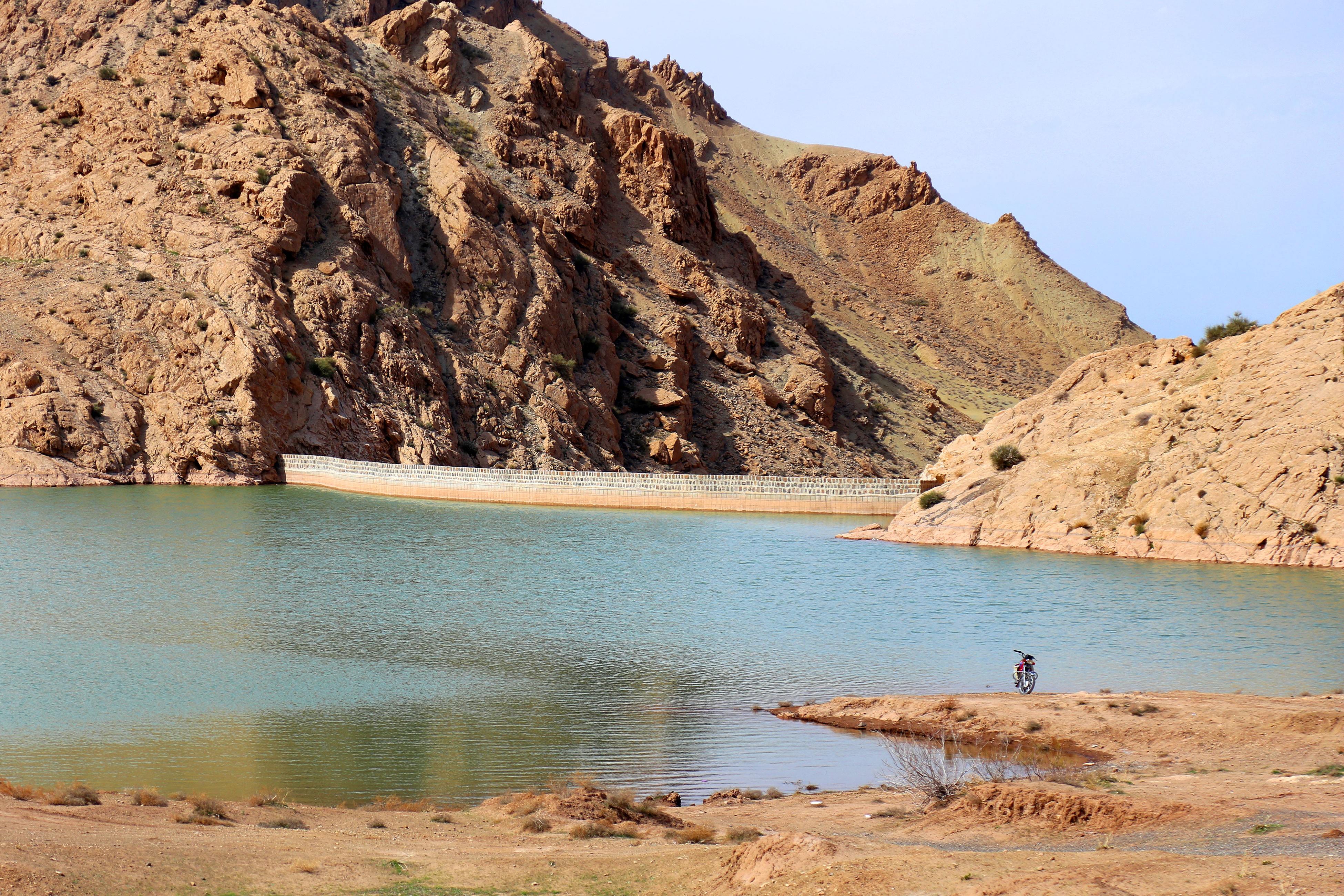
سد کبار - فروردین ۱۴۰۳

سد کبار(kebar Dam) سدی قدیمی است که در دشت کبار در نزدیکی زنبورک از توابع جنت‌آباد (قم) قرار دارد.
این سد با تاریخچه‌ای ۷۰۰ ساله همچنان دشت کبار را آبیاری می‌کند و کشاورزی منطقه را رونق بخشیده است.
سد کبار به عنوان قدیمی‌ترین سد قوسی دنیا که هنوز هم پا برجا می‌باشد قدمت آن به حدود ۱۳۰۰ میلادی می‌رسد و در ۲۸ کیلومتری قم در نزدیکی زنبورک از توابع جنت‌آباد (قم) بر روی رودخانه کبار قرار دارد. این سد با ارتفاع ۲۶ متر و طول ۵۵ متر از سنگ لاشه سخت بنا گردیده‌است. این سد دارای یک برج آبگیر است که آب از طریق آن به قسمت زیر آب منتقل می‌شود. در کنار حفره خروجی آب سد کانالی در دامنه صخره‌ای از کوه، در سطحی بالاتر از بستر رودخانه، کنده‌اند که آب را به سطوح مرتفع‌تری منتقل می کرده است. سد در کوه پی‌سازی شده و شالوده دیواره در شکاف به وجود آمده قرارگرفته که از آب بندی مناسبی برخوردار است. انتخاب محل مناسب برای برپایی سد و همچنین شکل قوسی آن، نشان دهند ه مهارت و دانش بالای مهندسین سازنده سد است. این مهارت سبب شده که دیواره سد در برابر فشار آب مخزنی به طول و عرض ۵۰۰ ×۱۰۰۰ متر به خوبی مقاومت کند.
در نزدیکی این سد نزدیک به جاده قم کاشان و در نزدیکی مزارع زنبورک کاروانسرای پاسنگان وجود دارد که دارای دو آب‌انبار است و به نظر می رسد که آب آنها از این سد تأمین می شده است.
مسیر های دسترسی به سد کبار:
1. مسیر اول، 20 کیلومتری جاده قدیم قم به کاشان، به سمت کاروانسرای پاسنگان، سپس زنبورک و در نهایت سد کبار
2. مسیر دوم، 15 کیلومتری جاده قدیم قم به کاشان، بعد از پادگان خیبر، سمت راست، جاده معدن زنبورک، به سمت زنبورک و در نهایت سد کبار
3. مسیر شماره سوم، جاده قدیم قم به کاشان، به سمت کهک، در نهایت به سمت قسمت پشت،سیل بندها و بالادست سد کبار

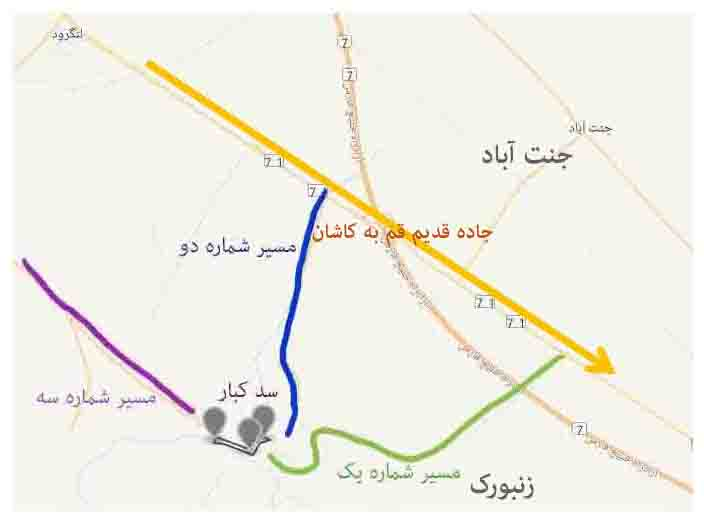
مسیرهای دسترسی به سد تاریخی کبار

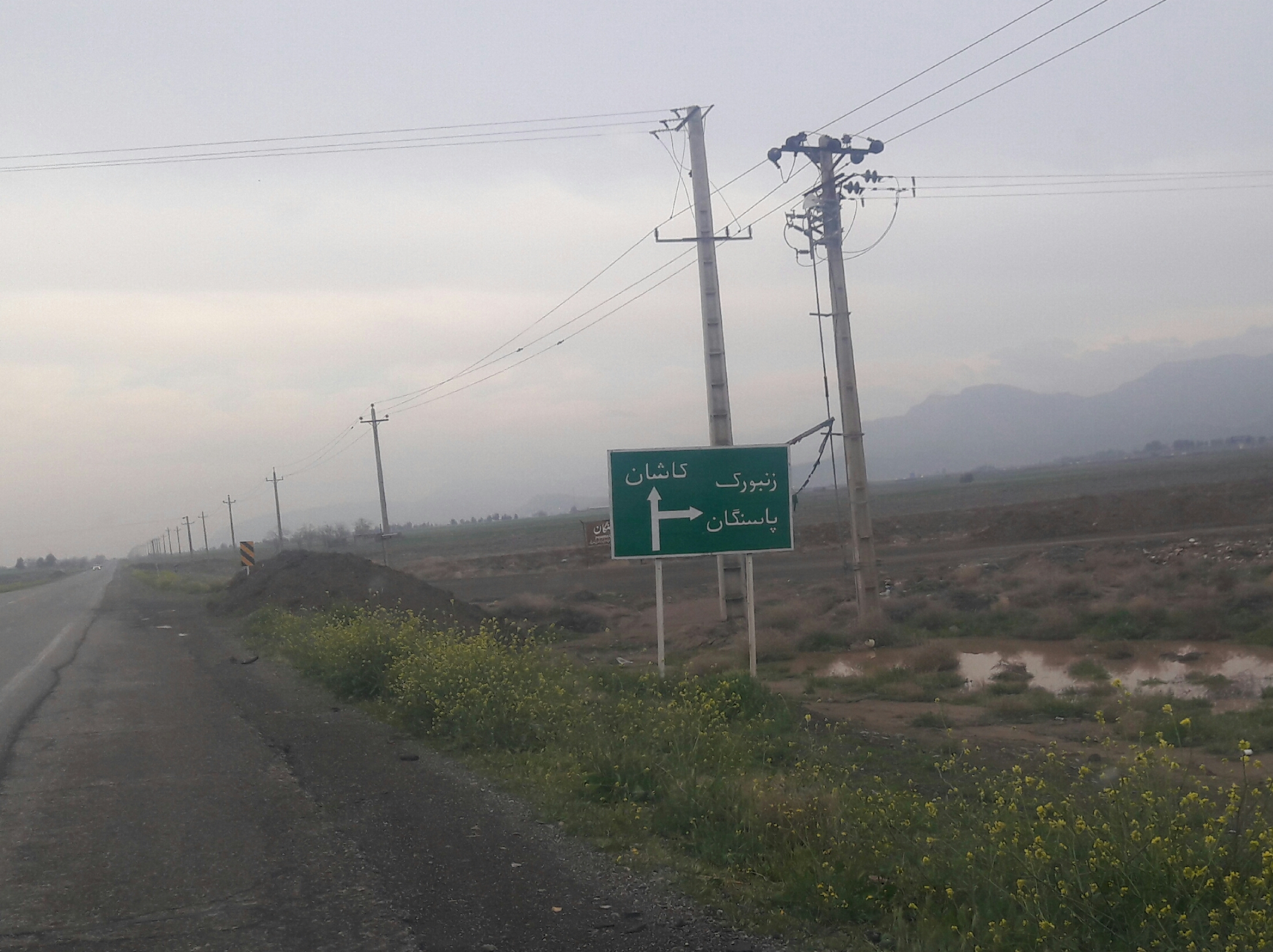
مسیر شماره یک به سمت زنبورک (سدکبار)

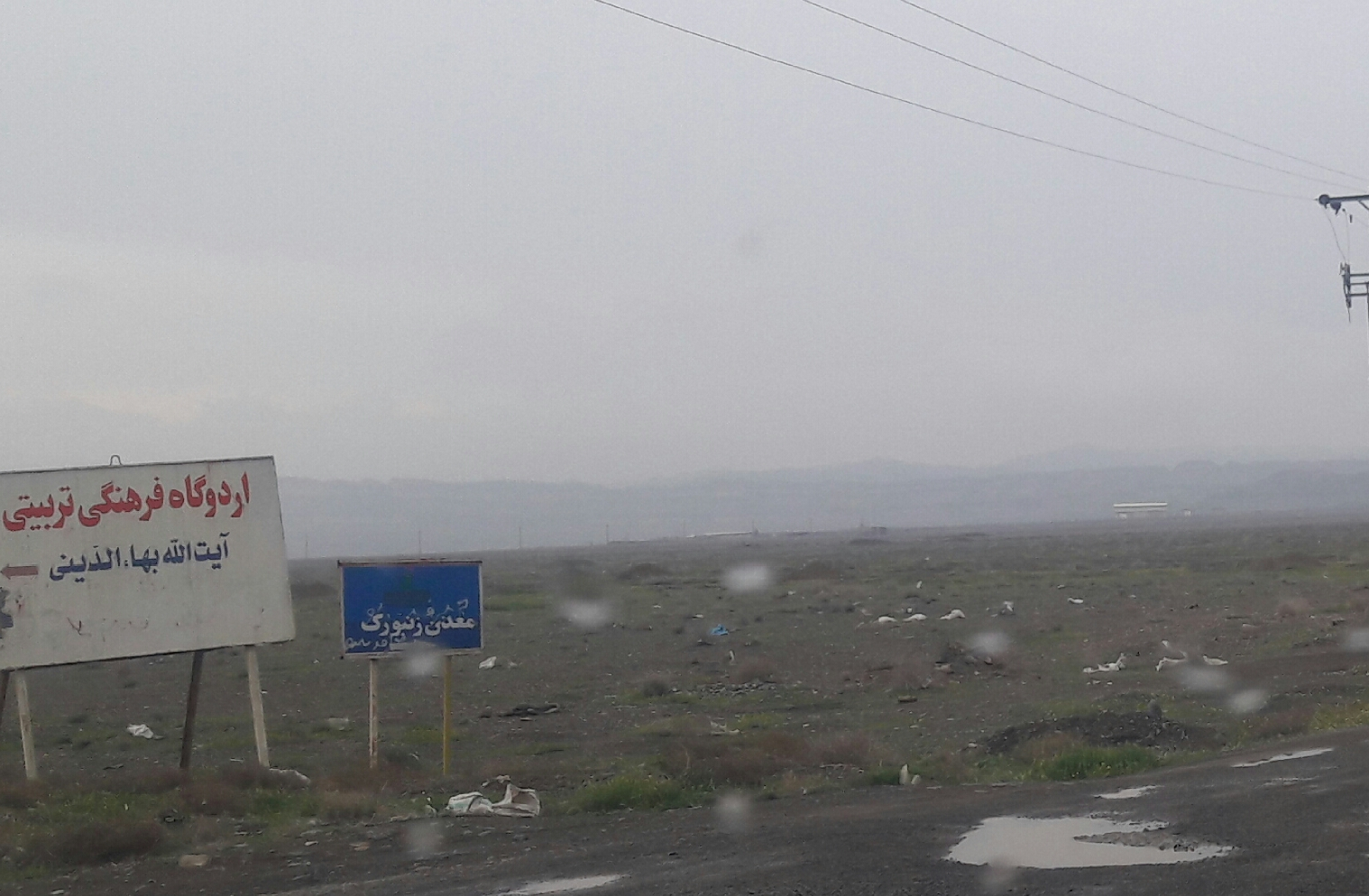
مسیر شماره دو به سمت زنبورک (سد کبار)

## نگارخانه

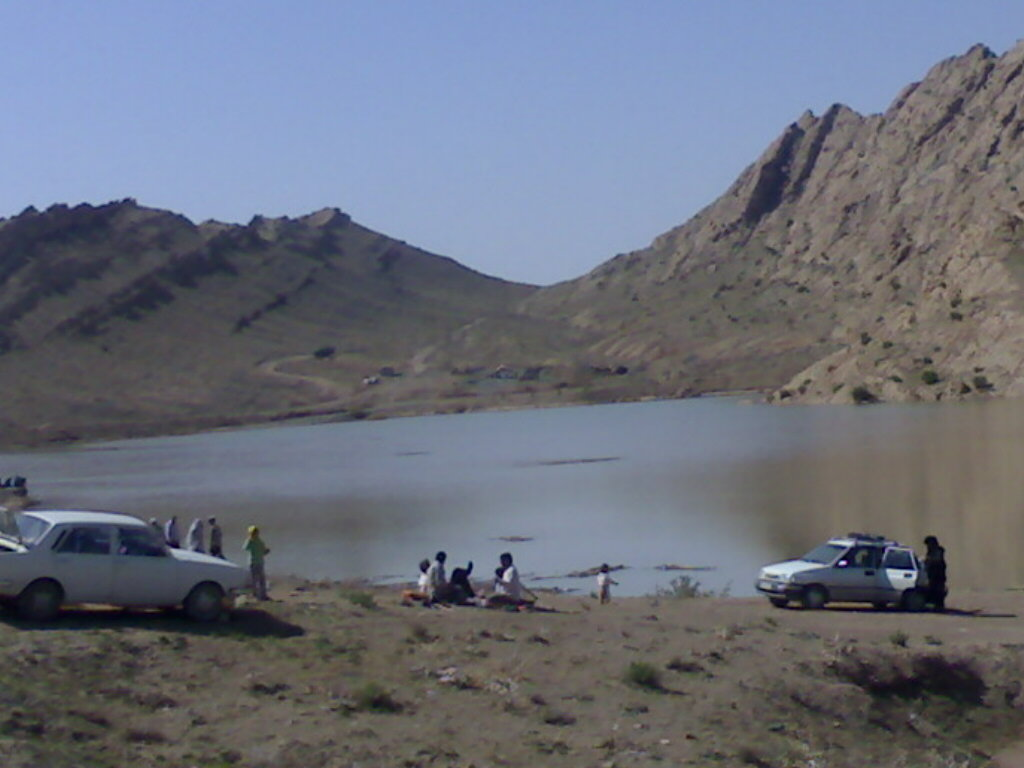